# Görcsöny
Görcsöny é um município da Hungria, situado no condado de Baranya. Tem 18,52 km² de área e sua população em 2019 foi estimada em 1.485 habitantes.